# Serra de Pias
A Serra de Pias (também conhecida por  Serra do Raio) é uma serra portuguesa localizando-se a sudoeste da freguesia de Campo, concelho de Valongo, no limite com a freguesia de Aguiar de Sousa, do concelho de Paredes, sendo a sua área distribuída por estes dois concelhos.

## Topónimo
O topónimo Pias ou Pia, este último mais vulgar popularmente, advém do facto de no seu cimo existir uma pequena concavidade escavada na rocha onde se deposita água.[carece de fontes?] Em tempos não muito recuados quando havia épocas anormais e prolongadas de seca os habitantes das redondezas, nomeadamente os paroquianos de S. Martinho do Campo, faziam peregrinações ao cimo da serra para pedir chuva a Deus, sendo que, em alguns casos, no regresso a suas casas os romeiros já vinham acompanhados da tão desejada precipitação.[carece de fontes?]
Na sua cumeada existe também um pequeno planalto ao qual é dado o nome de Campo de S. Martinho.
As águas das suas encostas correm livremente, ou através de pequenas linhas de água, quer para o rio Ferreira, que passa a Norte, quer para o rio Sousa, que se encontra mais a Sul.
Esta serra possui plantas autóctones, mas nas suas encostas proliferam as plantações industriais de eucaliptos desde há alguns anos.
Desde tempos recuados que do seu subsolo têm sido extraídos minérios como o ouro e o antimónio. Actualmente ainda é extraída ardósia do subsolo do seu sopé localizado, nos lugares de Milhária e Vinhas, na freguesia de Campo.
Esta serra, conjuntamente com as serras de Santa Justa e do Castiçal, esta localizada também no concelho de Gondomar, forma um vasto pulmão verde na área metropolitana do Porto, estando integrada no Parque das Serras do Porto, uma reserva natural que abrange toda esta grande área.

## Turismo
A Serra de Pias faz parte do Parque Paleozoico de Valongo criado em 1998 e pode ser acessada por exemplo via percurso natural, oferecido pela Câmara Municipal de Paredes.